# Агатівка (заказник)
Ага́тівка — ландшафтний заказник місцевого значення в Україні. Об'єкт природно-заповідного фонду Рівненської області. 
Розташований у межах  Гощанського району Рівненської області, на північ від села Башине. 
Площа 403 га. Статус надано згідно з рішенням обласної ради від 05.03.2004 року № 322. Перебуває у віданні ДП «Острозький лісгосп» (Гощанське л-во, кв. 18, 19, 20). 
Статус надано з метою збереження частини лісового масиву, що зростає на правобережжі річки Горині, на мальовничих пагорбах Гощанського плато. Переважають соснові насадження.